# Eugeniusz Jakubaszek
Eugeniusz Jakubaszek (ur. 8 marca 1947 w Wągrowcu) – polski działacz partyjny i państwowy, nauczyciel, były I sekretarz KG PZPR w Brzeźnie i KMG w Karlinie, 1975-1976 wojewódzki konserwator zabytków województwa gorzowskiego, 1981–1990 I sekretarz KW PZPR w Koszalinie.

## Życiorys
Syn Andrzeja i Genowefy. W 1966 ukończył liceum pedagogiczne w Wągrowcu, a w 1975 – studia z inżynierii rolnictwa na Akademii Rolniczej w Szczecinie. Kształcił się też w Wieczorowym Uniwersytecie Marksizmu-Leninizmu (1979). Podjął pracę nauczyciela, w latach 1969–1973 był dyrektorem Szkoły Podstawowej w Cieszeniewie, a od 1973 do 1975 – Zbiorczej Szkoły Gminnej w Brzeźnie.
W 1967 wstąpił do Polskiej Zjednoczonej Partii Robotniczej. Zajmował stanowiska I sekretarza Komitetu Gminnego w Brzeźnie (1975–1979) i Komitetu Miejsko-Gminnego w Karlinie (1979–1981). Od 20 lipca 1981 do 1990 pełnił funkcję I sekretarza Komitetu Wojewódzkiego PZPR w Koszalinie, zastąpił Waldemara Czyżewskiego. Od 1981 był zastępcą członka, a od 1986 członkiem Komitetu Centralnego partii. W III RP działał jako wspólnik i członek organów spółek handlowych. W 2001 z poparciem Polskiej Partii Socjalistycznej kandydował do Senatu w okręgu nr 39, zajmując ostatnie, siódme miejsce. W 2018 kandydował do rady miejskiej Koszalina z listy SLD Lewicy Razem.